# Nobleza obliga
Noblesse oblige es una expresión de origen francés que traducida literalmente significa «nobleza obliga».
El Dictionnaire de l’Académie française la define del siguiente modo:

1. Quien se proclame noble debe conducirse como tal.
2. (Figurado) Hay que comportarse de una manera acorde a la posición de uno, y acorde a la reputación que uno se ha ganado.

El Oxford English Dictionary, en cambio, la recoge con este significado: "la ascendencia noble obliga a conductas honorables; el privilegio conlleva responsabilidad". 
También se emplea para atribuirles a los sectores "más afortunados" la obligación moral de ayudar a los "menos afortunados". Otra interpretación posible es que una persona debe aceptar los costos o "bemoles" inherentes a su condición.